# Đại số trên một trường
Trong toán học, một đại số trên một trường (thường được gọi đơn giản là đại số) là một không gian vectơ được trang bị một tích song tuyến tính.

## Định nghĩa
Đặt K là một trường và đặt A là không gian vectơ trên K được trang bị một phép toán hai ngôi A × A đến A, ký hiệu là · (nghĩa là nếu x và y là hai phần tử bất kỳ của A, x · y là tích của x và y). Thế thì A là một đại số trên K nếu các đẳng thức sau đúng cho tất cả các phần tử x, y và z của A và tất cả các phần tử (thường được gọi là vô hướng) a và b của K:
- Phân phối phải: (x + y) · z = x · z + y · z
- Phân phối trái: z · (x + y) = z · x + z · y
- Tương thích với nhân vô hướng: (a x) · (b y) = (ab) (x · y).

Ba tiên đề này là một cách khác để nói rằng phép toán hai ngôi là song tuyến tính. Đại số trên K cũng được gọi là K-đại số.

### Ví dụ
Ta có {\displaystyle \mathbb {R} }-đại số {\displaystyle \mathbb {C} }, {\displaystyle \mathbb {R} } đại số các quaternion {\displaystyle \mathbb {H} }, {\displaystyle \mathbb {R} }-đại số các octonion {\displaystyle \mathbb {O} }, {\displaystyle \mathbb {R} }-đại số các ma trận {\displaystyle M_{n}(\mathbb {R} )}.
Với {\displaystyle k} là một trường bất kì, ta cũng có {\displaystyle k}-đại số các ma trận {\displaystyle M_{n}(k)}.

## Các khái niệm cơ bản

### Đồng cấu đại số
Cho K-đại số A và B, phép đồng cấu K -đại số là ánh xạ K-tuyến tính f: A → B sao cho f(xy)=f(x)f(y) với mọi x,y trong A. Không gian của tất cả các đồng cấu K-đại số giữa A và B thường được ký hiệu là
{\displaystyle \mathbf {Hom} _{K{\text{-alg}}}(A,B).}

### Đại số kết hợp
Một đại số là kết hợp nếu phép nhân có tính kết hợp.

### Đại số phi kết hợp
- Không gian Euclide R 3 với phép nhân được cho bởi tích vector
- Octonion
- Đại số Lie

## Đại số và vành
Đôi khi, một K-đại số được định nghĩa là một vành A cùng với phép đồng cấu vành
{\displaystyle \eta :K\to A}
Phép nhân vô hướng
{\displaystyle K\times A\to A}
được cho bởi
{\displaystyle (k,a)\mapsto \eta (k)a.}

## Đại số trên một vành
Xét một vành giao hoán A. Một A-đại số (một đại số trên vành A) được định nghĩa là một vành B cùng với một phép đồng cấu vành
{\displaystyle \eta :A\to B}
Phép nhân vô hướng
{\displaystyle A\times B\to B}
được cho bởi
{\displaystyle (a,b)\mapsto \eta (a)b}
trang bị cho B một cấu trúc A-mô-đun.